# 馬里伯勒 (昆士蘭州)
馬里伯勒（英語：Maryborough，/ˈmɛərɪbərə/，MARE-ih-bər-ə）是澳大利亚昆士蘭州的城市之一，位於布里斯本北方約300公里處，市內有瑪麗河流過。市內人口約有26000人（2004年資料），姐妹市為東北方的賀維灣市，以鄰近的世界遺產芬瑟島觀光聞名。
馬里伯勒始建於1840年，在1861年正式成為澳洲的自治市，在1905年升格為市。19世紀時，該市是昆士蘭主要移民的第一站，相當繁榮，經濟上羊毛、木材、糖業為主。目前市內仍保存許多當年的古蹟。
今日馬里伯勒市內最主要的工業公司為EDI鐵路公司，此公司在該市製造不少昆士蘭州的鐵路用機械與五金，亦生產現代火車。
女作家P·L·卓華斯生於當地，她以小說《瑪麗·包萍》而聞名。

## 外部連結
- 瑪麗伯勒市政府網站